# Законодавни дистрикти Маниле
Законодавни дистрикти Маниле (фил./таг. , енгл. Legislative Districts of Manila) представништва су града Маниле у разним националним легислатурама Филипина. Град тренутно у доњем дому Конгреса Филипина представа његов први, други, трећи, четврти, пети и шести дистрикт.
| Дистрикт | Барангаји       | Површина  | Популација (2015) |
| -------- | --------------- | --------- | ----------------- |
| 1        | 1—146           | 4,57 km2  | 415.906           |
| 2        | 147—267         | 4,08 km2  | 215.457           |
| 3        | 268—394         | 6,24 km2  | 221.780           |
| 4        | 395—586         | 5,14 km2  | 265.046           |
| 5        | 649—828         | 11,56 km2 | 366.714           |
| 6        | 587—648 829—905 | 7,79 km2  | 295.245           |

## Историја
Манила је првобитно била подељена у два представничка дитрикта, у раздобљу од 1907. до 1949. године. Када су се попунила места у горњем дому Филипинског законодавства, и то изабранима из територијално заснованих дистрикта у раздобљу од 1916. до 1935. године, град је био саставни део 4. сенаторског дистрикта који је бирао два од 24 члана сената.
Ремећењем изазвним Другим светским ратом, Манила је инкорпорисана у „Град Велика Манила” 1. јануара 1942. године, Извршном наредбом бр. 400 Мануела Кезона — ратном мером за хитне случајеве. Велику Манилу су представљала два делегата у Национална скупштина јапанске марионетске државе Друга Филипинска република: један је био градоначелник (екс официо члан), док је други биран скупштином на нивоу целог града односно чланова Калибапија током јапанске окупације Филипина.
Након успоставе Комонвелта Филипина године 1945, у Манили је задржано предратно дводистриктно представништво; овако је остало све до 1949. године. Стављањем на снагу Ревидиране Повеље Града Маниле, усвојене 18. јуна 1949. године, град је подељен на четири конгресна дистрикта. Град је изабрао четири представника почев од 2. Конгреса па све до 7. Конгреса.
Град је био представљан у Привременом националном конгресу као део Региона IV у раздобљу од 1978. до 1984. године, а изабрао је шест представника (плуриноминал) у Редовни нациолни конгрес године 1984.
Манила прерасподељена у шест конгресних дистрикта новодонесеним Уставом који је проглашен 11. фебруара 1987. године. Њиме су изабрани чланови у повраћени Представнички дом који је са радом започео те исте године.

## 1. дистрикт
- Дистрикт: Тондо (језгро; обала)
- Барангаји: 1—146
- Површина: 4.57 km2
- Популација (2015): 415.906

| Период                                    | Представник            |
| ----------------------------------------- | ---------------------- |
| 8. Конгрес 30. јун 1987. — 30. јун 1992.  | Мартин Б. Исидро ст.   |
| 9. Конгрес 30. јун 1992. — 30. јун 1995.  | Мартин Б. Исидро ст.   |
| 10. Конгрес 30. јун 1995. — 30. јун 1998. | Мартин Б. Исидро ст.   |
| 11. Конгрес 30. јун 1998. — 30. јун 2001. | Ернесто А. Нијева      |
| 12. Конгрес 30. јун 2001. — 30. јун 2004. | Ернесто А. Нијева      |
| 13. Конгрес 30. јун 2004. — 30. јун 2007. | Ернесто А. Нијева      |
| 14. Конгрес 30. јун 2007. — 30. јун 2010. | Бенхамин Д. Р. Асило   |
| 15. Конгрес 30. јун 2010. — 30. јун 2013. | Бенхамин Д. Р. Асило   |
| 16. Конгрес 30. јун 2013. — 30. јун 2016. | Бенхамин Д. Р. Асило   |
| 17. Конгрес 30. јун 2016. — 30. јун 2019. | Мануел „Мани” Л. Лопез |

### 1907—1949
- Дистрикти: Бинондо, Сан Николас, Тондо

| Период                                                     | Представник        |
| ---------------------------------------------------------- | ------------------ |
| 1. Филипинско законодавство 30. јун 1907. — 30. јун 1909.  | Доминадор Гомез    |
| 2. Филипинско законодавство 30. јун 1909. — 30. јун 1912.  | Доминадор Гомез    |
| 3. Филипинско законодавство 30. јун 1912. — 30. јун 1916.  | Исидоро де Сантос  |
| 4. Филипинско законодавство 30. јун 1916. — 30. јун 1919.  | Антонио Монтенегро |
| 5. Филипинско законодавство 30. јун 1919. — 30. јун 1922.  | Хуан Ноласко       |
| 6. Филипинско законодавство 30. јун 1922. — 30. јун 1925.  | Грегорио Перфекто  |
| 7. Филипинско законодавство 30. јун 1925. — 30. јун 1928.  | Грегорио Перфекто  |
| 8. Филипинско законодавство 30. јун 1928. — 30. јун 1931.  | Франсиско Варона   |
| 9. Филипинско законодавство 30. јун 1931. — 30. јун 1934.  | Франсиско Варона   |
| 10. Филипинско законодавство 30. јун 1934. — 30. јун 1935. | Франсиско Варона   |
| 1. Национална скупштина 30. јун 1935. — 30. јун 1938.      | Грегорио Перфекто  |
| 2. Национална скупштина 30. јун 1938. — 30. јун 1941.      | Грегорио Перфекто  |
| 3. Национална скупштина 30. јун 1941. — 30. јун 1946.      | Енграсио Клемења   |
| 1. Конгрес 30. јун 1946. — 30. јун 1949.                   | Хосе Топасио Нуено |

### 1949—1972
- Дистрикт: Тондо

| Период                                   | Представник        |
| ---------------------------------------- | ------------------ |
| 2. Конгрес 30. јун 1949. — 30. јун 1953. | Енграсио Клемења   |
| 3. Конгрес 30. јун 1953. — 30. јун 1957. | Анхел М. Костањо   |
| 4. Конгрес 30. јун 1957. — 30. јун 1961. | Салвадор Л. Марињо |
| 5. Конгрес 30. јун 1961. — 30. јун 1965. | Фидел С. Сантијаго |
| 6. Конгрес 30. јун 1965. — 30. јун 1969. | Фидел С. Сантијаго |
| 7. Конгрес 30. јун 1969. — 30. јун 1972. | Франсиско Х. Рејес |

## 2. дистрикт
- Дистрикт: Гагалангин (унутрашња област Тонда)
- Барангаји: 147—267
- Површина: 4.08 km2
- Популација (2015):  215.457

| Период                                    | Представник         |
| ----------------------------------------- | ------------------- |
| 8. Конгрес 30. јун 1987. — 30. јун 1992.  | Хаиме С. Лопез      |
| 9. Конгрес 30. јун 1992. — 30. јун 1995.  | Хаиме С. Лопез      |
| 10. Конгрес 30. јун 1995. — 30. јун 1998. | Хаиме С. Лопез      |
| 11. Конгрес 30. јун 1998. — 30. јун 2001. | Нестор С. Понсе мл. |
| 12. Конгрес 30. јун 2001. — 30. јун 2004. | Хаиме С. Лопез      |
| 13. Конгрес 30. јун 2004. — 30. јун 2007. | Хаиме С. Лопез      |
| 14. Конгрес 30. јун 2007. — 30. јун 2010. | Хаиме С. Лопез      |
| 15. Конгрес 30. јун 2010. — 30. јун 2013. | Карло В. Лопез      |
| 16. Конгрес 30. јун 2013. — 30. јун 2016. | Карло В. Лопез      |
| 17. Конгрес 30. јун 2016. — 30. јун 2019. | Карло В. Лопез      |

### 1907—1949
- Дистрикти: Ермита, Кијапо, Малате, Пако, Пандакан, Сампалок, Сан Мигел, Санта Ана, Санта Круз

| Период                                                     | Представник          |
| ---------------------------------------------------------- | -------------------- |
| 1. Филипинско законодавство 30. јун 1907. — 30. јун 1909.  | Фернандо Ма. Гереро  |
| 2. Филипинско законодавство 30. јун 1909. — 30. јун 1912.  | Хусто Лукбан         |
| 2. Филипинско законодавство 30. јун 1909. — 30. јун 1912.  | Пабло Окампо         |
| 3. Филипинско законодавство 30. јун 1912. — 30. јун 1916.  | Лусијано де ла Роса  |
| 4. Филипинско законодавство 30. јун 1916. — 30. јун 1919.  | Хосе С. Генеросо     |
| 5. Филипинско законодавство 30. јун 1919. — 30. јун 1922.  | Хосе С. Генеросо     |
| 6. Филипинско законодавство 30. јун 1922. — 30. јун 1925.  | Алфонсо Е. Мендоза   |
| 7. Филипинско законодавство 30. јун 1925. — 30. јун 1928.  | Алфонсо Е. Мендоза   |
| 8. Филипинско законодавство 30. јун 1928. — 30. јун 1931.  | Педро Гил            |
| 9. Филипинско законодавство 30. јун 1931. — 30. јун 1934.  | Пруденсио А. Ремихио |
| 10. Филипинско законодавство 30. јун 1934. — 30. јун 1935. | Алфонсо Е. Мендоза   |
| 1. Национална скупштина 30. јун 1935. — 30. јун 1938.      | Педро Гил            |
| 2. Национална скупштина 30. јун 1938. — 30. јун 1941.      | Педро Гил            |
| 3. Национална скупштина 30. јун 1941. — 30. јун 1946.      | Алфонсо Е. Мендоза   |
| 1. Конгрес 30. јун 1946. — 30. јун 1949.                   | Ерменехилдо Атијенса |

### 1949—1972
- Дистрикти: Бинондо, Кијапо, Сан Николас, Санта Круз

| Период                                   | Представник       |
| ---------------------------------------- | ----------------- |
| 2. Конгрес 30. јун 1949. — 30. јун 1953. | Арсенио И. Лаксон |
| 3. Конгрес 30. јун 1953. — 30. јун 1957. | Хоакин Р. Росес   |
| 4. Конгрес 30. јун 1957. — 30. јун 1961. | Хоакин Р. Росес   |
| 5. Конгрес 30. јун 1961. — 30. јун 1965. | Хоакин Р. Росес   |
| 6. Конгрес 30. јун 1965. — 30. јун 1969. | Хоакин Р. Росес   |
| 7. Конгрес 30. јун 1969. — 30. јун 1972. | Хоакин Р. Росес   |

## 3. дистрикт
- Дистрикти: Бинондо, Кијапо, Сан Николас, Санта Круз
- Барангаји: 268—394
- Површина: 6.24 km2
- Популација (2015): 221.780

| Период                                    | Представник                      |
| ----------------------------------------- | -------------------------------- |
| 8. Конгрес 30. јун 1987. — 30. јун 1992.  | Леонардо Б. Фугосо               |
| 9. Конгрес 30. јун 1992. — 30. јун 1995.  | Леонардо Б. Фугосо               |
| 10. Конгрес 30. јун 1995. — 30. јун 1998. | Леонардо Б. Фугосо               |
| 11. Конгрес 30. јун 1998. — 30. јун 2001. | Хари С. Ангпинг                  |
| 12. Конгрес 30. јун 2001. — 30. јун 2004. | Хари С. Ангпинг                  |
| 13. Конгрес 30. јун 2004. — 30. јун 2007. | Мајлс Ендру М. Росес             |
| 14. Конгрес 30. јун 2007. — 30. јун 2010. | Ма. Зенаида Б. Ангпинг           |
| 15. Конгрес 30. јун 2010. — 30. јун 2013. | Ма. Зенаида Б. Ангпинг           |
| 16. Конгрес 30. јун 2013. — 30. јун 2016. | Ма. Зенаида Б. Ангпинг           |
| 17. Конгрес 30. јун 2016. — 30. јун 2019. | Џон Марвин „Јул Серво” С. Нијето |

### 1949—1972
- Дистрикти: Сампалок, Сан Мигел

| Период                                   | Представник         |
| ---------------------------------------- | ------------------- |
| 2. Конгрес 30. јун 1949. — 30. јун 1953. | Артуро М. Толентино |
| 3. Конгрес 30. јун 1953. — 30. јун 1957. | Артуро М. Толентино |
| 4. Конгрес 30. јун 1957. — 30. јун 1961. | Рамон Багатсинг     |
| 5. Конгрес 30. јун 1961. — 30. јун 1965. | Рамон Багатсинг     |
| 6. Конгрес 30. јун 1965. — 30. јун 1969. | Серхио Е. Лојола    |
| 7. Конгрес 30. јун 1969. — 30. јун 1972. | Рамон Багатсинг     |

## 4. дистрикт
- Дистрикт: Сампалок
- Барангаји: 395—586
- Површина: 5.14 km2
- Популација (2015):  265.046

| Период                                    | Представник                |
| ----------------------------------------- | -------------------------- |
| 8. Конгрес 30. јун 1987. — 30. јун 1992.  | Рамон С. Багатсинг мл.     |
| 9. Конгрес 30. јун 1992. — 30. јун 1995.  | Рамон С. Багатсинг мл.     |
| 10. Конгрес 30. јун 1995. — 30. јун 1998. | Рамон С. Багатсинг мл.     |
| 11. Конгрес 30. јун 1998. — 30. јун 2001. | Родолфо С. Басани          |
| 12. Конгрес 30. јун 2001. — 30. јун 2004. | Родолфо С. Басани          |
| 13. Конгрес 30. јун 2004. — 30. јун 2007. | Родолфо С. Басани          |
| 14. Конгрес 30. јун 2007. — 30. јун 2010. | Ма. Тереса Б. Боноан-Давид |
| 15. Конгрес 30. јун 2010. — 30. јун 2013. | Ма. Тереса Б. Боноан-Давид |
| 16. Конгрес 30. јун 2013. — 30. јун 2016. | Ма. Тереса Б. Боноан-Давид |
| 17. Конгрес 30. јун 2016. — 30. јун 2019. | Едвард В. П. Маседа        |

### 1949—1972
- Дистрикти: Ермита, Интрамурос, Лука Манила, Малате, Пако, Пандакан, Санта Ана

| Период                                   | Представник           |
| ---------------------------------------- | --------------------- |
| 2. Конгрес 30. јун 1949. — 30. јун 1953. | Гавино Виола Фернандо |
| 3. Конгрес 30. јун 1953. — 30. јун 1957. | Аугусто С. Франсиско  |
| 4. Конгрес 30. јун 1957. — 30. јун 1961. | Аугусто С. Франсиско  |
| 5. Конгрес 30. јун 1961. — 30. јун 1965. | Хусто Лукбан Албер    |
| 6. Конгрес 30. јун 1965. — 30. јун 1969. | Пабло В. Окампо мл.   |
| 7. Конгрес 30. јун 1969. — 30. јун 1972. | Пабло В. Окампо мл.   |

## 5. дистрикт
- Дистрикти: Ермита, Интрамурос, Лука Манила, Малате, Пако, Сан Андрес (укључујући Јужно гробље у Манили)
- Барангаји: 649—828
- Површина: 11.56 km2
- Популација (2015):  366.714

| Период                                    | Представник                            |
| ----------------------------------------- | -------------------------------------- |
| 8. Конгрес 30. јун 1987. — 30. јун 1992.  | Амадо С. Багатсинг                     |
| 9. Конгрес 30. јун 1992. — 30. јун 1995.  | Амадо С. Багатсинг                     |
| 10. Конгрес 30. јун 1995. — 30. јун 1998. | Амадо С. Багатсинг                     |
| 11. Конгрес 30. јун 1998. — 30. јун 2001. | Џои Д. Хизон                           |
| 12. Конгрес 30. јун 2001. — 30. јун 2004. | Џои Д. Хизон                           |
| 13. Конгрес 30. јун 2004. — 30. јун 2007. | Џои Д. Хизон                           |
| 14. Конгрес 30. јун 2007. — 30. јун 2010. | Амадо С. Багатсинг                     |
| 15. Конгрес 30. јун 2010. — 30. јун 2013. | Амадо С. Багатсинг                     |
| 16. Конгрес 30. јун 2013. — 30. јун 2016. | Амадо С. Багатсинг                     |
| 17. Конгрес 30. јун 2016. — 30. јун 2019. | Аманда Кристина „Кристал” Л. Багатсинг |

## 6. дистрикт
- Дистрикти: Пако (само Зона 90), Пандакан, Сан Мигел, Санта Ана, Санта Меса
- Барангаји: 587—648, 829—905
- Површина: 7.79 km2
- Популација (2015):  295.245

| Период                                    | Представник               |
| ----------------------------------------- | ------------------------- |
| 8. Конгрес 30. јун 1987. — 30. јун 1992.  | Пабло В. Окампо мл.       |
| 9. Конгрес 30. јун 1992. — 30. јун 1995.  | Росенда Ан М. Окампо      |
| 10. Конгрес 30. јун 1995. — 30. јун 1998. | Росенда Ан М. Окампо      |
| 11. Конгрес 30. јун 1998. — 30. јун 2001. | Росенда Ан М. Окампо      |
| 12. Конгрес 30. јун 2001. — 6. март 2003. | Марк Хименез1             |
| 13. Конгрес 30. јун 2004. — 30. јун 2007. | Бијенвенидо М. Абанте мл. |
| 14. Конгрес 30. јун 2007. — 30. јун 2010. | Бијенвенидо М. Абанте мл. |
| 15. Конгрес 30. јун 2010. — 30. јун 2013. | Росенда Ан М. Окампо      |
| 16. Конгрес 30. јун 2013. — 30. јун 2016. | Росенда Ан М. Окампо      |
| 17. Конгрес 30. јун 2016. — 30. јун 2019. | Росенда Ан М. Окампо      |

^1 Такође познат као Марио Б. Креспо. Искључен 6. марта 2003. од стране Изборног трибунала Дома.

## Плуриноминал (бивше)

### 1898—1899
- обухвата провинцију Манила

| Период                                          | Представници           |
| ----------------------------------------------- | ---------------------- |
| Малолоски конгрес 30. јун 1898. — 30. јун 1899. | Теодоро Гонзалес Леањо |
| Малолоски конгрес 30. јун 1898. — 30. јун 1899. | Феликс Ферер и Паскуал |
| Малолоски конгрес 30. јун 1898. — 30. јун 1899. | Арсенио Круз Ерера     |
| Малолоски конгрес 30. јун 1898. — 30. јун 1899. | Маријано Лимјап        |

### 1943—1944
- укључује Кезон Сити и следеће општине из Ризала: Калоокан, Макати, Мандалујонг, Парањаке, Пасај, Сан Хуан

| Период                                             | Представници               |
| -------------------------------------------------- | -------------------------- |
| Национална скупштина 30. јун 1943. — 30. јун 1944. | Леон Х. Гинто (екс официо) |
| Национална скупштина 30. јун 1943. — 30. јун 1944. | Алфонсо Е. Мендоза         |

### 1984—1986
| Период                                                  | Представници            |
| ------------------------------------------------------- | ----------------------- |
| Редовни Батасанг памбанса 30. јун 1984. — 30. јун 1986. | Хосе Л. Атијенса мл.    |
| Редовни Батасанг памбанса 30. јун 1984. — 30. јун 1986. | Ева Естрада-Калав       |
| Редовни Батасанг памбанса 30. јун 1984. — 30. јун 1986. | Карлос С. Фернандез     |
| Редовни Батасанг памбанса 30. јун 1984. — 30. јун 1986. | Хемилијано С. Лопез мл. |
| Редовни Батасанг памбанса 30. јун 1984. — 30. јун 1986. | Гонсало Х. Пујат II     |
| Редовни Батасанг памбанса 30. јун 1984. — 30. јун 1986. | Артуро М. Толентино     |